# Джунковська Галина Іванівна
Галина Іванівна Джунковська (після одруження — Маркова; 6 жовтня 1922 — 12 вересня 1985) — Герой Радянського Союзу (1945). У роки Німецько-радянської війни штурман ескадрильї 125-го гвардійського бомбардувального авіаційного полку (4-ї гвардійської бомбардувальної авіаційної дивізії, 1-го гвардійського бомбардувального авіаційного корпусу, 5-го гвардійського бомбардувального авіаційного корпусу, 3-й повітряної армії, 1-го Прибалтійського фронту).

## Біографія
Народилася 6 жовтня 1922 року в селі Юрківка, нині Ставищенського району Київської області України, у селянській родині. Українка. Дитинство і юність провела в місті Грозний.
В 1938 році закінчила Грозненське медичне училище, а на 1941 рік — 2 курси Московського авіаційного інституту.
У Червоній Армії з 1941 року. У 1942 році закінчила курси штурманів при Енгельській військовій авіаційній школі льотчиків. Член ВКП (б) / КПРС з 1943 року.
На фронтах Німецько-радянської війни з січня 1943 року. На посаді штурмана ланки й ескадрильї боролася в складі Донського, Північно-Кавказького, Західного, 3-го Білоруського, 1-го Прибалтійського фронтів. Два рази горіла, була контужена, поверталася знову в стрій. До грудня 1944 гвардії старший лейтенант Галина Джунковського зробила 62 бойових вильоти, в 5 повітряних боях в складі групи збила 2 літаки противника.
Після війни служила на Далекому Сході. Працювала заступником штурмана частини. З 1949 року майор Джунковська в запасі.
У 1951 році закінчила Кіровоградський обласний педагогічний інститут, працювала в школі вчителем англійської мови. Займалася громадською роботою. Була членом правління «Товариства СРСР-Нідерланди», членом міжнародної комісії Радянського комітету ветеранів війни. Жила в Москві.
Померла 12 вересня 1985 року, похована в Москві на Кунцівському кладовищі (ділянка 9-2).

## Праці
Г. І. Джунковська є автором кількох книг:
- «Юність у вогні»;
- «Розкажи, береза»
- «Офіцер розвідки»
- «Зліт».

## Нагороди
18 серпня 1945 року Галині Іванівні Джунковській надано звання Герой Радянського Союзу.
Також нагороджена:
- орденом Леніна (18 серпня 1945)
- орденом Червоного Прапора
- орденом Вітчизняної війни 1-го ступеня
- 2 орденами Червоної Зірки
- медалями

## Пам'ять
Ім'я Галини носить середня школа в її рідному селі Юрківка Ставищенського району Київської області України.